# Épenoy
Épenoy – miejscowość i gmina we Francji, w regionie Burgundia-Franche-Comté, w departamencie Doubs.
Według danych na rok 2010 gminę zamieszkiwało 579 osób, a gęstość zaludnienia wynosiła 44 osoby/km².